# موسز الکساندر
موسز الکساندر (Moses Alexander) (زادهٔ ۱۳ نوامبر ۱۸۵۳ – درگذشتهٔ ۴ ژانویه ۱۹۳۲)، بازرگان و سیاستمدار اهل ایالات متحده بود که به عنوان یازدهمین فرماندار آیداهو خدمت کرد. او دومین فرماندار یهودی یک ایالت آمریکا و نخستین فرمانداری بود که در واقع به این آیین پایبند بود. فرماندار یهودی کالیفرنیا، واشینگتن بارتلیت در ۱۸۸۷ میلادی به عنوان فرماندار انتخاب شده بود، اما قبل از آن به مسیحیت گرویده بود. موسز از ۱۹۱۵ تا ۱۹۱۹ میلادی به عنوان فرماندار خدمت کرد و تا امروزه وی تنها رئیس اجرائی یهودی این ایالت است.

## اوایل زندگی و حرفه
الکساندر در اوبریگ‌هایم که در آن زمان بخشی از پادشاهی بایرن که اکنون راینلاند-فالتس در کشور آلمان است متولد گردیده و بعدها در ۱۸۶۷ میلادی به ایالات متحده مهاجرت و در شهر نیویورک ساکن شد.

## حرفه
پس از نقل مکان به ایالات متحده، الکساندر دعوت پسرعموی خود که در چیلیکافی، میزوری زندگی می‌کرد را پذیرفت و نزد وی رفت، در آنجا او استعداد خود در امر بازرگانی را به نمایش گذاشت و در ۱۸۷۴ میلادی در فروشگاه پسرعموی خود شریک شد.
الکساندر در مدتی که در چیلیکافی بود به زودی به سیاست‌های حزب دموکرات علاقه‌مند شد، به‌ویژه به جناح ترقی‌خواه این حزب در ۱۸۸۶ میلادی وی در شورای شهر چیلیکافی انتخاب گردید. سال بعدی وی به عنوان شهردار انتخاب گردیده و برای دو دوره خدمت کرد. دغدغه اصلی وی به عنوان شهردار، رسیدگی به وضعیت مالی هولناک شهر بود.
در ۱۸۹۱ میلادی، الکساندر چیلیکافی را به مقصد نقل مکان به آلاسکا ترک کرد. در جریان سفر، او در شهر بویزی در ایالت آیداهو توقف کرد تا نگاهی به فرصت‌های سرمایه‌گذاری این شهر بیندازد. پس از بررسی، وی برنامه‌های خود برای آلاسکا را ترک کرده و درعوض در بویزی ساکن شد. در ژوئیه ۱۸۹۱، الکساندر نخستین فروشگاه از چندین فروشگاه لباس خود به‌نام الکساندرز را در بویزی و جوامع نزدیک باز کرد.
در ۱۸۹۵ میلادی، الکساندر سعی کرد تا آهاوات بیت اسرائیل (Ahavath Beth Israel) که نخستین کنیسه در آیداهو بود را تأسیس کند. این کنیسه که ۱۲۶ سال قبل در ۱۸۹۶ میلادی تکمیل شد، کهن‌ترین کنیسه در غرب رود می‌سی‌سی‌پی است که همواره مورد استفاده قرار گرفته‌است.

### شهردار بویزی
الکساندر در ۱۸۹۷ میلادی شهردار بویزی شد. وی تصمیم گرفت تا در انتخابات ۱۸۹۹ شرکت نکند، اما او برای بار دوم در ۱۹۰۱ میلادی به عنوان شهردار انتخاب گردید. در جریان دو دوره خدمت وی به عنوان شهردار، اداره آتش‌نشانی داوطلبانه شهر بویزی مجدداً به‌طور حرفه‌ای سازمان داده شد، فرمان‌های برای مبارزه با قمار به تصویب رسید و پیشرفت‌های دیگری نیز در شهر صورت گرفت.

### فرماندار آیداهو

#### انتخابات
در ۱۹۰۸ میلادی، الکساندر به عنوان نامزد حزب دموکرات برای کرسی فرمانداری در انتخابات شرکت کرد، رقابتی تلخ که در نهایت منتهی به دخالت دادگاه عالی آیداهو شد. با این وجود، وی در نهایت از سوی نامزد جمهوری‌خواه جیمز اچ. برادی در انتخابات سراسری مغلوب گردید. بار دیگر در ۱۹۱۰ میلادی پیشنهاد نامزد شدن در انتخابات به الکساندر ارایه گردید، اما وی به دلیل وضعیت سلامتی نامطلوب رد کرد.
در ۱۹۱۴ میلادی، الکساندر بار دیگر وارد رقابت فرمانداری شد، اما این بار با یک طرح قوی حمایت از ممنوعیت الکل و محدود سازی مصارف حکومت. الکساندر در این انتخابات سراسری در مقابل متصدی جمهوری‌خواه، جان ام. هاینس، برنده شد و این پیروزی خود را تاحدی مدیون رسوایی اختلاس در اداره خزانه‌داری ایالت بود که گریبانگیر تکت انتخاباتی جمهوری‌خواه شده بود. از اینرو، وی نخستین یهودی راسخ بود که به عنوان فرماندار در یک ایالت ایالات متحده انتخاب گردید. واشینگتن بارتلیت، فرماندار کالیفرنیا در ۱۸۸۷ میلادی، نیز مادر یهودی داشت اما خود شخصاً از آیین یهودیت پیروی نمی‌کرد.
الکساندر برای بار دوم در ۱۹۱۶ میلادی به عنوان فرماندار انتخاب گردیده و رقیب جمهوری‌خواه خود دی. دبلیو. داویس را تنها با تفاوت ۵۷۲ رأی شکست داد، رقابتی که نزدیکترین انتخابات فرمانداری در تاریخ آیداهو محسوب می‌گردد.

#### تصدی فرمانداری
پس از رسیدن به کرسی فرمانداری، الکساندر بلافاصله کار را برای تبدیل کردن آیداهو به یک ایالت خشک [عاری از الکل] آغاز کرد. الکساندر همواره یکی از طرفداران پرتب‌وتاب ممنوعیت الکل بود، با این حال طی سال‌های بعدی قاچاق الکل به یک پیشه معمول در آیداهو مبدل شد.
جنگ جهانی اول یکی دیگر از مسائل اساسی در جریان تصدی الکساندر بود. الکساندر تعهد نمود تا نیروهای ایالتی شبه‌نظامیان را هم به جنگ و هم برای مقابله با عملیات مکزیک از سوی پانچو ویا بفرستد، وی همچنین به گارد داخلی (گارد ایالتی آیداهو) دستور داد تا از آیداهو محافظت نمایند. علی‌رغم احساسات گسترده ضد-آلمانی که در آن دوره در آیداهو رایج بود، خود الکساندر هیچگاه یک غیر-وطن‌دوست پنداشته نمی‌شد، هرچند وی در آلمان امروزی متولد شده بود.

### اواخر زندگی
الکساندر در انتخابات ۱۹۱۸ فرمانداری شرکت نکرد. وی بار دیگر در ۱۹۲۲ میلادی عنوان نامزد دموکرات وارد کارزار انتخاباتی کرسی فرمانداری شد، اما این بار به قوت قبلی وارد پیکار انتخاباتی نشد. در آن انتخابات، الکساندر در رده سوم قرار گرفته و جمهوری‌خواه چارلز سی. مور و ترقی‌خواه اچ.اف. ساموئلز از وی پیشی گرفتند.
در جریان دهه ۱۹۲۰ میلادی، الکساندر در حزب دموکرات آیداهو فعال ماند، به سخنرانی می‌پرداخت و در کنوانسیون ملی دموکرات‌ها شرکت می‌کرد.

## زندگی شخصی
الکساندر در ۱۸۷۶ میلادی با هلینا (نام تولد: هدویگ) کایستنر (۱۸۵۳ – ۱۹۴۹ میلادی) ازدواج کرد، همسر وی مهاجر مسیحی بود که بعداً به آیین یهودیت گروید. آنها دختری به‌نام لیها الکساندر اسپایرو (۱۸۸۵ – ۱۹۷۹ میلادی) داشتند.
او برای آخرین بار در ۲۹ دسامبر ۱۹۳۱ میلادی به عنوان یک دموکرات در انظار عامه ظاهر شد و کمتر از یک هفته پس از آن در بویزی درگذشت. الکساندر و همسر وی در گورستان موریس هیل در بویزی به خاک سپرده شده‌اند.